# Cupcakes Taste Like Violence
Cupcakes Taste Like Violence è il secondo EP del cantante statunitense Jeffree Star, pubblicato nel dicembre 2008 dalla Popsicle Records.

## Tracce
1. Miss Boombox – 4:14
2. Lollipop Luxury – 4:07
3. Cupcakes Taste Like Violence – 3:19
4. Picture Perfect! – 4:06
5. So Fierce – 3:24
6. Heart Surgery (UVEV Remix) – 3:19